# Орехана
Орехана (ісп. Orejana) — муніципалітет в Іспанії, у складі автономної спільноти Кастилія-і-Леон, у провінції Сеговія. Населення — 77 осіб (2010).
Муніципалітет розташований на відстані близько 85 км на північ від Мадрида, 37 км на північний схід від Сеговії.
На території муніципалітету розташовані такі населені пункти: (дані про населення за 2010 рік)
- Ель-Ареналь: 41 особа
- Ореханілья: 18 осіб
- Ревілья: 10 осіб
- Санчопедро: 8 осіб

## Демографія
Динаміка населення (INE ):